# David Mack
David Mack (Cincinnati, 7 ottobre 1972) è un fumettista e illustratore statunitense.
Noto per il fumetto creator-owned Kabuki pubblicato dalla Image Comics, per il suo lavoro alla Marvel Comics sul personaggio di Daredevil e per i suoi numerosi lavori come copertinista e illustratore.

## Biografia
Durante gli anni del liceo frequenta diverse scuole di teatro e ottiene numerosi premi e riconoscimenti in diverse discipline, quali scienze, lingue straniere, atletica, scrittura e pittura.
Viene ammesso alla Northern Kentucky University nel 1990, a soli 17 anni, frequentandola per cinque anni e studiando recitazione, anatomia, religioni, mitologia, storia del mondo, letteratura infantile e lingua giapponese, gareggiando anche in diversi tornei di Karate. Si laurea con un Bachelor of Fine Arts in graphic design, includente studi in scultura, pittura, disegno, storia dell'arte, fotografia, tipografia ed editoria.
Il suo fumetto d'esordio, Kabuki, viene concepito durante il periodo universitario come tesi per il corso di scrittura avanzata da lui frequentato. L'opera gli frutta numerosi premi e plausi da parte della critica specializzata, facendo sì che Mack venga inserito nella Top Ten Writers e nella Top Ten Artists stilata mensilmente dalla rivista Wizard, diventando il primo autore presenziarle contemporaneamente nello stesso mese.
Nel periodo post-universitario stringe amicizia con il fumettista Brian Michael Bendis, che pubblica il fumetto Goldfish per Caliber Comics, editore anche del Kabuki di Mack. Quest'ultimo segue l'amico alla Marvel Comics, dove esordisce prima come sceneggiatore, poi come disegnatore e copertinista della testata Daredevil a partire dalla storyline Parti di un buco, disegnata da Joe Quesada, in cui appare per la prima volta il personaggio di Echo. Parallelamente, realizza le copertine della serie Alias, sceneggiata da Bendis e pubblicata sotto l'etichetta MAX Comics.
Per la casa editrice, sempre insieme a Bendis e al disegnatore Michael Avon Oeming, con il quale aveva già collaborato a uno spin-off di Kabuki, fonda nel 2004 l'etichetta Icon Comics, dedicata ai prodotti creator-owned.
Come illustratore e regista lavora a diversi concept album di artisti come Paul McCartney, Amanda Palmer, Thomas Jane, Vincent D'Onofrio e Tori Amos, oltre a realizzare artwork e design per film come Captain America: The Winter Soldier e le serie TV Daredevil e Jessica Jones. Proprio il suo lavoro sulla sigla di apertura di Daredevil gli vale nel 2015 una nomination agli Emmy Award nella categoria Outstanding Main Title Design.
Nel 2012 torna a lavorare sul personaggio di Daredevil in qualità di disegnatore della miniserie End of Days scritta da Bendis, che segna l'addio di entrambi gli autori al personaggio.
Nel 2015 realizza le copertine della miniserie Fight Club 2, sequel a fumetti dell'omonimo romanzo di Chuck Palahniuk pubblicato da Dark Horse Comics.
Nel 2017 si occupa nuovamente delle copertine di una trasposizione da romanzo a fumetto con la miniserie American Gods, tratta dall'omonimo libro di Neil Gaiman e pubblicata ancora una volta da Dark Horse Comics.
Nel 2019 torna a collaborare con Bendis in qualità di disegnatore della miniserie Cover, pubblicata da DC Comics sotto l'etichetta Jixworld di proprietà dello stesso Bendis, e realizza anche alcune copertine di Superman e Action Comics.
Nel febbraio del 2021 viene annunciata una trasposizione animata di Cover per HBO Max prodotta da Rooster Teeth Studios, con Bendis nel ruolo di sceneggiatore e Mack in quello di regista.

## Opere

### Disegnatore
- Daredevil, Vol. 2, #16–19, #50 (con Brian Bendis, 2000, 2003), #51–55
- Daredevil: End of Days #3, #6, #8
- Kabuki: Fear The Reaper – 1994
- Kabuki: Circle of Blood (vol 1) #1–6
- Kabuki: Dreams (vol 2) #1–4
- Kabuki: Masks of the Noh (vol 3) #1–4
- Kabuki: Skin Deep (vol 4) #1–4
- Kabuki: Metamorphosis (vol 5) #1–9
- Kabuki: The Alchemy (vol 7) #1–9 (Marvel Comics)
- New Avengers #39 (con Brian Bendis, 2008)
- Grendel: Black, White & Red (Dark Horse Comics)
- Reflections #1–15 (Image Comics & Marvel Comics)
- Dream Logic #1–4 (Marvel Comics)

### Copertinista
- Jessica Jones #1-18 (2016-2018)
- Alias #1–28 (2001–2004)
- Daredevil, Vol. 2, #9–25 (1999–2001)
- Green Arrow, Vol. 3, #8 (2011)
- Justice League of America, Vol. 2, #44–45, 51–53 (2010–2011)
- Miss Marvel, Vol. 2, #6–8 (2007)
- Swamp Thing, Vol. 3, #13–15 (2001)
- Ultimate Marvel Team Up #15–16 (2002)
- White Tiger #1–6 (2006)
- The Realm, Vol. 2, #7 (1994)
- American Gods, (2017-in corso)

### Sceneggiatore
- Daredevil, Vol. 2, #9–11, #13–15 (con Joe Quesada, David Ross, 1999–2000)
- Daredevil Vol. 2 #51–55
- Daredevil End of Days #1–8 (con Brian Michael Bendis)
- Philip K. Dick's: Electric Ant #1–5 (con Pascil Alixe, 2010)
- SE7EN
- Kabuki: Fear The Reaper – 1994
- Kabuki: Circle of Blood (vol 1) #1–6
- Kabuki: Dreams (vol 2) #1–4
- Kabuki: Masks of the Noh (vol 3) #1–4
- Kabuki: Skin Deep (vol 4) #1–4
- Kabuki: Metamorphosis (vol 5) #1–9
- Kabuki: Scarab (vol 6) #1–8
- Kabuki: The Alchemy (vol 7) #1–9 (Marvel Comics)

### Sceneggiatore/Disegnatore
- Daredevil, Vol. 2, #51–55 (2003–2004)
- Dream Logic #1–4 (2010)
- Kabuki #1–9 (1997)
- Butterfly Effect (2024)

### Libri per bambini
- The Shy Creatures Feiwel & Friends (2007)